# Firebug

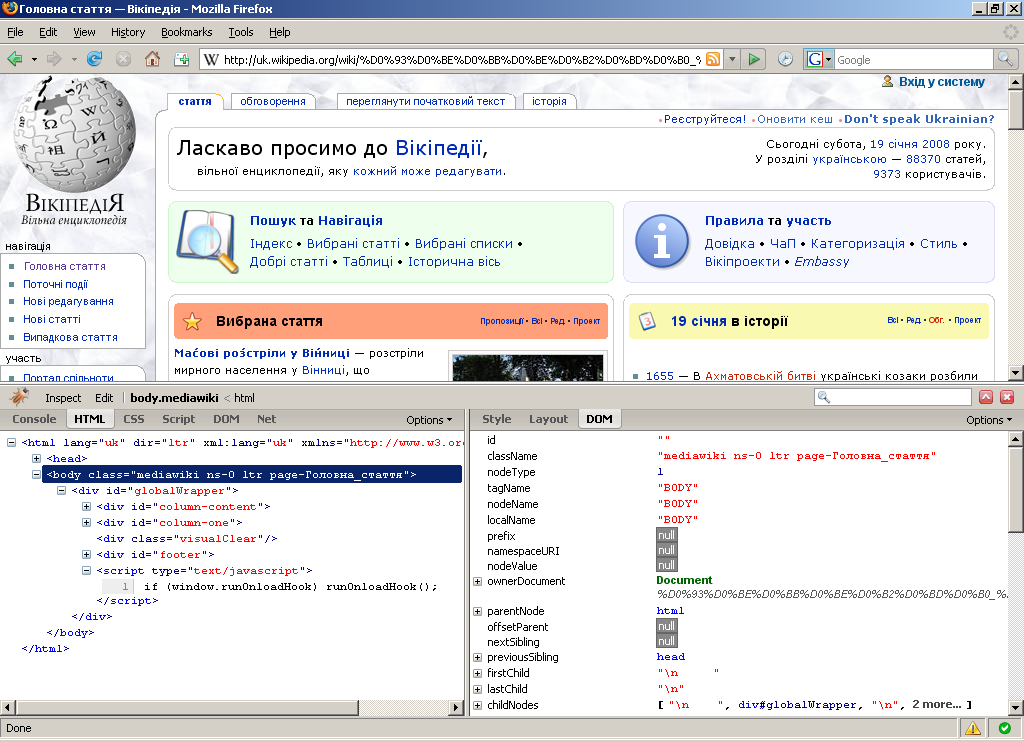
Firebug 1.05 於 Firefox 2 執行狀況，顯示出維基 HTML 代碼。

Firebug是一個已经停止开发的自由及開放原始碼的Mozilla Firefox網頁瀏覽器附加元件，是一個網頁開發工具，使用者可以利用它除錯、編輯、刪改任何網站的CSS、HTML、DOM與JavaScript代碼。
Firebug最初是2006年1月由喬·休伊特（Joe Hewitt）撰寫，也是Firefox創始者之一。此外，Firebug也提供另一個版本「Firebug Lite」，此版本可以在Internet Explorer 6或更新、Mozilla Firefox、Opera、Safari、Google Chrome上執行。Firebug也提供附加元件的框架，例如：Yahoo!的網頁速度優化建議工具YSlow、FireCookie、FirePHP等。

## 停止更新
由于Firefox Quantum版本变更为了多进程的架构，Firebug 设计之初并未考虑到多进程，因此若要使其能在新架构中运作，就必须重新编写整个程序。Firebug 运作团队认为无足够资源在短期内完成如此大型的结构变更。此外，Firefox 内置的开发者工具运行速度已有显著提升，所以最合理的解决方法就是以内置的开发者工具为基础，打造出新版的Firebug。目前，Firebug的大部分功能集成到了Firefox自带的开发者工具中，Firebug亦不再进行更新。

## 來源資料
1. ↑  . 2017年2月16日  [2018年7月20日].
2. 1 2  .   [2014-12-15]. （原始内容存档于2017-04-24）.
3. 1 2  .   [2014-12-15]. （原始内容存档于2014-12-06）.
4. ↑  .   [2014-12-15]. （原始内容存档于2015-02-09）.
5. ↑  .   [2014-12-15]. （原始内容存档于2014-12-22）.
6. ↑  .   [2014-12-15]. （原始内容存档于2014-08-23）.
7. ↑  .   [2014-12-15]. （原始内容存档于2014-12-17）.
8. ↑  .   [2014-12-15]. （原始内容存档于2014-12-17）.
9. ↑  .   [2014-12-15]. （原始内容存档于2017-06-09）.
10. ↑  .   [2018-05-02]. （原始内容存档于2018-05-02）.

## 外部連結
- （英文）Firebug作者給Dr. Dobb雜誌寫的文章（页面存档备份，存于）
- https://addons.mozilla.org/firefox/addon/1843%5B%5D
- （英文）https://web.archive.org/web/20170609001807/https://getfirebug.com/
- （英文）Firebug開發部落格（页面存档备份，存于）
- （英文）安裝與使用Firebug教學（页面存档备份，存于）